# 料治熊太
料治 熊太（りょうじ くまた、1899年7月10日 - 1982年2月1日）は、日本の美術評論家・数寄者、骨董収集鑑定家、随筆家。TBSテレビでニュースキャスターを務めた料治直矢は子息である。

## 来歴・人物
1899年岡山県都窪郡山田村（現在の岡山市南区）生れ。号は朝鳴。関西中学校卒業後、1919年(大正8年)上京、国学院大学で折口信夫の講義を受講、翌年雑誌記者として研究社に入社し、関東大震災後は博文館の雑誌「太陽」の編集に携わる。1928年(昭和3年)、博文館退社後著述活動に入り、また、この頃会津八一の門下となり古美術の研究に専念する。八一に心酔した熊太は、1929年(昭和4年)自らの住居を八一の家の近くの西落合に移した。また内田魯庵、野尻抱影らとも親しく付き合った。同年から〈白と黒〉を創刊、そのあと「版芸術」や「郷土玩具集」、「おもちゃ絵集」など5種類の版画誌を発行した。棟方志功、前川千帆、谷中安規らと親交を深め、版画誌では若手の版画家に発表の機会を与えて育てた。また自らも生活に密着した素朴な風合いの木版画を制作した。
戦後は古美術の評論に専念、「茶わん」等の諸雑誌に執筆する。また、民俗雑器の収集家としても知られる。著書に「会津八一の墨戯」「日本の土俗面」「古陶の美」「そば猪口」などがある。
料治熊太は、孔版画の板祐生を世に出した人物でもある。「版芸術」の中の『山陰道玩具集』に祐生の孔版画を載せたことで祐生は世に知られるようになった。板祐生は、木村弦三の「陸奥の小芥子」の挿絵を孔版画で作ったことで知られる。
こけしの世界で、料治熊太という名前は、古こけしを蒐集した人としても出てくる。
まず、名和コレクションの大正期高橋寅蔵（鳴子）は料治熊太が蒐集したものだった。それが渡辺鴻、すなわち昭和15年頃に京王線代田橋から和田堀給水場にそって二分ほど歩いた住宅地にこけしの蒐集家のサロンとなった茶房鴻を開いていた人の手に渡り、それが名和美容室の名和好子・明行夫妻のもとに収まった。〈古計志加々美〉原色版に載った異色の寅蔵だった。
次は、鹿間時夫旧蔵の佐藤栄治（飯坂）の発見者であり所蔵者としてその名が出る。この栄治は、飯坂若葉町遊郭の遊女の持ち物であった。料治熊太が若葉町遊郭に遊んだ時、遊女のもとにあった栄治のこけしを見つけて、懇願して譲り受けたてきたという伝説がある。
このこけしは後にやはり渡辺鴻の手に移り、〈古計志加々美〉に掲載された。そしてさらに鹿間時夫の手に渡る。鹿間時夫は出征にあたって、コレクションの中からこの一本を携えて満州に渡り、戦後満州から朝鮮を下って徒歩で帰還する際にも、リュックの中にこの一本を忍ばせて持ち帰ったのである。この名物栄治は料治熊太のお陰で今日に伝わる。

## 著書
- 『紀州郷土玩具集』白と黒社、大正11年
- 『古瀬戸』博雅書房、昭和17年
- 『古陶の美』寶雲舎、昭和18年
- 『日本古陶瓷』博雅書房、昭和22年
- 『明治もの蒐集』徳間書店、昭和38年
- 『古美術修行 眼の勝負』徳間書店、1963年(昭和38年)
- 『古陶の美と歴史』徳間書店、1964年(昭和39年)
- 『そば猪口』徳間書店、1967年(昭和42年)
- 『会津八一の墨戯』アポロン社、1969年(昭和44年)
- 『日本の土俗面』徳間書店、1972年(昭和47年)
- 『鬼才之画人 谷中安規』アポロン社、1972年(昭和47年)
- 『影絵芝居』アポロン社、1972年(昭和47年)
- 『明治の骨董』光芸出版、1973年(昭和48年)
- 『日本の絵皿』光芸出版、1973年(昭和48年)
- 『明治印判の染付』光芸出版、1974年(昭和49年)
- 『小皿の蒐集』光芸出版、1974年(昭和49年)
- 『めし茶碗愛好』光芸出版、1975年(昭和50年)
- 『料治熊太の見直し文庫 日本の雑記五十章』六興出版、1976年(昭和51年)
- 『明治の版画』光芸出版、1976年(昭和51年)
- 『谷中安規版画天国』岩崎美術社、1976年(昭和51年)